# 张会诏
张会诏（1886年—1944年？），字明甫，山西省五台县阳白乡郭家寨人。中华民国军事将领。

## 生平
张会诏先后毕业于保定陆军军官学校第2期步科、陆军大学第6期。他曾担任山西督军署参谋。1926年出任归绥警备司令部副司令。1927年4月，张会诏任国民革命军第三集团军第4军第7师师长，率部参加北伐。1928年6月任国民革命军第三集团军暂编第10师师长，同年8月任国民革命军第三集团军第41师师长兼察哈尔警备司令，同年10月代理察哈尔都统。1930年中原大战期间，张会诏任反蒋联军第3方面军第8军军长。1931年任太原警备司令部副司令。